# هدرا جرجس زخارى
هدرا جرجس زخارى كاتب وروائي وقاص وصحفي مصري وُلد في 7 يناير (كانون ثانِ) عام 1980 بمحافظة أسوان، وتخرج من قسم الصحافة في كلية الآداب بجامعة جنوب الوادي عام 2000، وهو عضو لجنة القصة بالمجلس الأعلى للثقافة، وعضو بنقابة الصحفيين المصريين، وعضو باتحاد كتاب مصر.

## مؤلفاته
ألف هدرا جرجس زخارى العديد من المؤلفات التي تنوعت ما بين المجموعات القصصية، والروايات، وقصص الأطفال، ومنها:
- مواقيت التعرِّي (رواية): صدرت عام 2007 عن الهيئة العامة لقصور الثقافة بالقاهرة.[3][4]
- بالضبط... كان يشبه الصورة (متتالية قصصية): صدرت عام 2010 عن دار الدار للنشر والتوزيع بالقاهرة.[5][6]
- عصفور الجنة (قصة للأطفال): صدرت عام 2013 ضمن كتاب قطر الندى عن الهيئة العامة لقصور الثقافة بالقاهرة.
- صياد الملائكة (رواية): صدرت عام 2014 عن دار الربيع العربي للنشر والتوزيع بالقاهرة.[7][8]

## الجوائز والتكريمات
حظي الكاتب هدرا جرجس زخارى بتكريم العديد من الجهات المحلية والعربية، وحصل على عدد من الجوائز الأدبية، والتي من أهمها:
- جائزة مؤسسة الصدى الإماراتية عن روايته غير المنشورة «الجسد اللين لامرأة الصلصال».
- جائزة الهيئة العامة لقصور الثقافة عام 2007 عن روايته «مواقيت التعرّي».
- جائزة مؤسسة الأهرام عن روايته «مواقيت التعرّي».
- جائزة ساوريس للثقافة في الرواية فرع شباب الكتاب عن روايته «مواقيت التعرّي» عام 2008.[9]
- وصلت روايته «مواقيت التعرّي» إلى القائمة الطويلة لجائزة البوكر العربية.
- جائزة الدولة التشجيعية للتفوق في الأداب عام 2012 عن متتاليته القصصية «بالضبط كان يشبه الصورة».[10]
- جائزة ساوريس للثقافة في الرواية فرع شباب الكتاب عن روايته «صياد الملائكة» عام 2016.[11]